# Справжній суд історії ще попереду
«Справжній суд історії ще попереду» — книга зі спогадами, щоденниками Петра Шелеста, документами, матеріалами, що стосуються його діяльності.
Книжка року 2003 в номінації «Постаті».

## Вихідні дані
Петро Шелест: «Справжній суд історії ще попереду». Спогади, щоденники, документи, матеріали / Упоряд.: В. Баран, О Мандебура та ін.: За ред. Ю. Шаповала. — Київ, Генеза, 2004. — 808 с.: іл. ISBN 966-504-341-2

## Анотація
Книга містить унікальні щоденникові записи і спогади одного з найцікавіших українських політиків XX століття П. Шелеста, а також документи і матеріали про його життєвий шлях і діяльність. Автори-упорядники прагнули створити об'єктивне уявлення, реалістичний портрет П. Шелеста як людини і керівника. До видання включено також інтерв'ю тих, кому довелося знати П. Шелеста або працювати з ним.

## Підготовка і випуск книги
Книга підготовлена Центром історичної політології Інституту політичних і етнонаціональних досліджень Національної академії наук України. за редакцією Юрія Шаповала. Упорядники:
- Баран Володимир Кіндратович
- Мандебура Олеся Святославівна
- Шаповал Юрій Іванович
- Юдинкова Галина Андріївна